# Lex duodecim tabularum
Ustawa dwunastu tablic, prawo dwunastu tablic (łac. lex duodecim tabularum) – pierwsza kodyfikacja prawa zwyczajowego rzymskiego dokonana w latach 451–449 p.n.e. Formalnie obowiązywało aż do kodyfikacji justyniańskiej w VI w. n.e.

## Przyjęcie ustawy
Do przyjęcia tej ustawy doszło na fali walk plebejuszy z patrycjuszami o wpływ na rządy państwem. Jednym z postulatów plebejuszy było spisanie prawa zwyczajowego. Jego znajomość i interpretacja zarezerwowane były dla pontyfików wywodzących się z patrycjuszy, co umacniało ich władzę.
Według tradycji rzymskiej w 451 r. p.n.e. zawieszono obowiązywanie prawa i wyznaczono dziesięciu patrycjuszy (Decemviri legibus scribundis – stąd zwanych decemwirami), mających spisać obowiązujące prawa. Komisja działała opieszale, co spowodowało tzw. II secesję plebejuszy. Z obawy o wybuch wojny domowej patrycjusze zgodzili się powołać drugą komisję, do której dopuszczono dwóch plebejuszy. Komisje wybrały się do Grecji, celem zaczerpnięcia z obowiązujących w miastach greckich praw elementów do tworzonej właśnie ustawy i w 449 r. p.n.e. spisana ustawa została uroczyście proklamowana przez konsulów. Tekst został wyryty na XII tablicach z brązu lub drewna i umieszczony na Forum Romanum, aby mógł być znany wszystkim obywatelom.

## Treść ustawy
Dokładna treść jest nieznana. Znane są tylko małe fragmenty. Oraz która tablica jakie kwestie regulowała:
- Tablice I, II, III – prawo procesowe (np. Si in ius vocat est ito = jeśli zostałeś wezwany na sąd, to się staw; uprzywilejowanie obywateli zamożnych – ręczycielem posiadacza mógł być tylko inny posiadacz; instytucja nexum – surowa odpowiedzialność osobista dłużnika)
- Tablice IV i część V – organizacja wewnętrzna rodziny rzymskiej (np. ojciec nie może sprzedać syna więcej niż 3 razy)
- Część tablicy V – spadkobranie (np. zasady dziedziczenia testamentowego)
- Tablica VI – stosunki gospodarcze między rodzinami rzymskimi (np. obowiązek wykonywania oświadczeń złożonych uroczyście podczas aktu mancypacji)
- Tablica VII – prawa sąsiedzkie (np. zakaz zmiany biegu wody deszczowej na niekorzyść sąsiada)
- Tablica VIII – przestępstwa naruszające prawa obywatela rzymskiego (np. prawo talionu w razie trwałego okaleczenia z możliwością wykupienia się w razie zawarcia ugody, kara 300 asów za lżejsze okaleczenie wolnego i 150 za niewolnika płatnych do rąk jego właściciela, kara 25 asów za obrazę wolnego obywatela)
- Tablice IX i X – prawa sakralne i publiczne (np. zakaz pochówku i spalania zwłok na terenie Rzymu, ograniczenie wystawności pogrzebów)
- Tablice XI i XII – różne przepisy (m.in. zakaz małżeństw patrycjuszy z plebejuszami)

Oryginalne tablice dość szybko zaginęły, a do dzisiejszych czasów nie przetrwała również pierwotna treść prawa. Znane są jedynie z rekonstrukcji na podstawie rzymskiej literatury prawniczej i gramatycznej (gramatycy przytaczali fragmenty ustawy dla zobrazowania dawnych form wyrazów).

## Znaczenie ustawy dla prawa rzymskiego
Znaczenie ustawy dwunastu tablic nie ograniczało się do politycznego zwycięstwa plebejuszy. Wprowadziło procedurę sądową (proces legisakcyjny). Zapoczątkowało dynamiczny rozwój prawa rzymskiego. Początkowo, do czasów Gnejusza Flawiusza, jego interpretacją zajmowało się kolegium pontyfików. Ustawa dwunastu tablic stała się jednym z podstawowych źródeł prawa rzymskiego. Tytus Liwiusz (3,34) określał ją jako fons omnis publici privatimque iuris (źródło wszelkiego prawa publicznego i prywatnego).
Pomimo faktu, że niektóre przepisy z czasem wychodziły z użycia, sama ustawa nigdy nie została uchylona. Justynian traktował ją jako wciąż obowiązującą, podział Kodeksu na 12 ksiąg nawiązywał do 12 tablic.